# Kaliště u Horních Dubenek
Kaliště (deutsch Kalischt) ist eine Gemeinde in Tschechien. Sie liegt 24 Kilometer nordöstlich von Jindřichův Hradec und gehört zum Okres Jihlava.

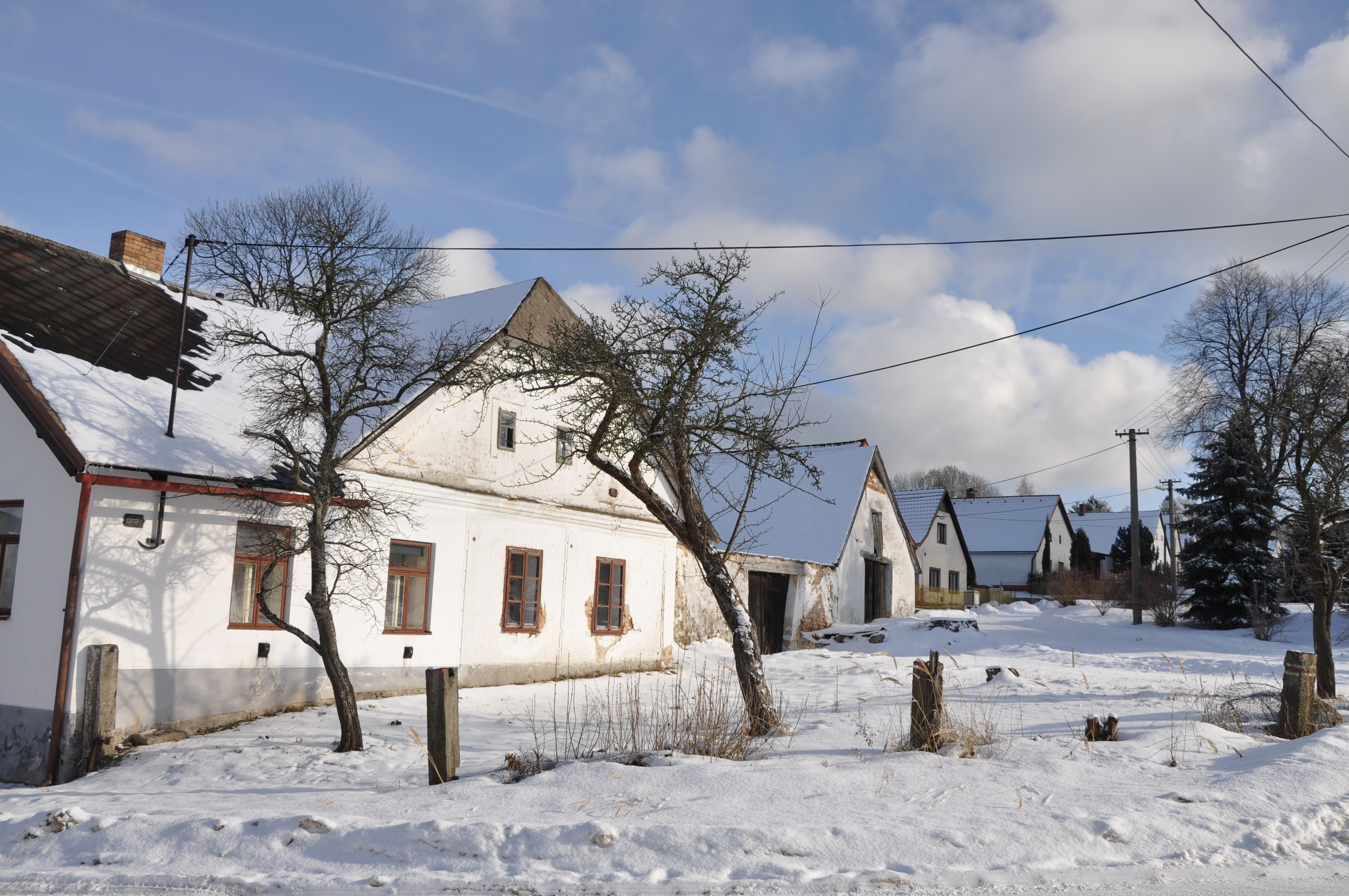
Ortsansicht

## Geographie
Kaliště befindet sich nördlich der Javořická vrchovina, des höchsten Teils der Böhmisch-Mährischen Höhe. Der Ort liegt linksseitig des Hamerský potok in einer Hanglage am Fuße des Stříbrný vrch (759 m). Südöstlich erhebt sich der Javořice (837 m). Westlich des Dorfes führt die Eisenbahn von Jindřichův Hradec nach Pelhřimov/Jihlava vorbei, die nächste Bahnstation liegt bei Jihlávka.
Nachbarorte sind Jihlávka im Norden, Horní Dubenky und Janštejn im Nordosten, Klatovec im Süden, Býkovec im Südwesten, Horní Vilímeč im Westen sowie Vesce und Počátky im Nordwesten.

## Geschichte
Die erste urkundliche Erwähnung des Ortes stammt aus dem Jahre 1407.
1580 unterstand das aus 13 Gehöften bestehende Dorf den Gerichten in Jihlava. 1870 bestand Kaliště aus 30 Häusern und hatte 230 Einwohner. 1891 wurde das erste Schulhaus erbaut, 1906 wurde es für einen zweiklassigen Unterricht erweitert. 1912 lebten 370 Menschen in dem Ort. Die Eingemeindung von Býkovec erfolgte im Jahre 1960.
Katholisch ist der Ort seit 1780 nach Panské Dubenky gepfarrt, das evangelische Pfarramt ist in Horní Dubenky.
In den Wintermonaten ist das Gebiet um den Javořice ein beliebtes Terrain für Skilangläufer.

## Gemeindegliederung
Die Gemeinde Kaliště besteht aus den Ortsteilen Býkovec (Beikowetz) und Kaliště (Kalischt). Das Gemeindegebiet gliedert sich in die Katastralbezirke Býkovec und Kaliště u Horních Dubenek.

## Sehenswürdigkeiten
- Javořice, höchster Berg der Böhmisch-Mährischen Höhe, mit Fernseh- und Rundfunksendeturm
- Míchova skála, zwei Felstürme von 13 m Höhe, nordöstlich des Javořice

## Söhne und Töchter der Gemeinde
- Jaroslav Hájek (* 1944), er schrieb die Texte für einen Zyklus verschiedener Polkas, darunter die Jindřichohradecká Polka und Kališťska Polka. Mit 17 Texten, die er am 31. August 2001 in Pelhřimov schrieb, wurde er in das Guinness-Buch der Rekorde aufgenommen.